# Untermensch

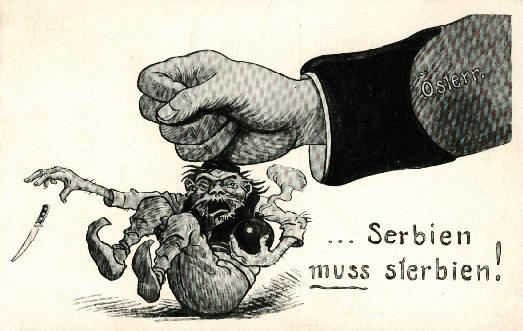
A atitude subjacente ao conceito de "untermensch" existia antes que a palavra fosse usada pela primeira vez nesse sentido em 1922. Este pôster de propaganda da Primeira Guerra Mundial mostra o punho da Áustria-Hungria esmagando seu inimigo sub-humano, um sérvio com rosto de chimpanzé usando chinelos otomanos e carregando a adaga do assassino.

Untermensch (alemão para sub-humano; plural: Untermenschen) é um termo da ideologia nazista usado para descrever "povos inferiores" considerados "não-arianos", nomeadamente judeus,  ciganos, negros, homossexuais, transexuais e deficientes físicos e mentais, englobando posteriormente variações de povos eslavos nativos, incorporando russos e bielorrussos, excluindo quem não se alinhasse no perfil germânico, alpino ou mediterrânico europeu. De acordo com o Generalplan Ost, a população eslava seria reduzida durante o Holocausto com o objetivo de ser utilizada para trabalho escravo, como parte do plano de limpeza racial da Alemanha Nazi.
A palavra untermensch faz parte de uma série de palavras evitadas na Alemanha moderna por serem associadas ao passado nazista.